# Poirot joue le jeu (téléfilm, 2013)
Pour les articles homonymes, voir Poirot joue le jeu (homonymie).
Poirot joue le jeu (Dead Man's Folly) est un téléfilm britannique de la série télévisée Hercule Poirot, réalisé par Tom Vaughan, sur un scénario de Nick Dear, d'après le roman Poirot joue le jeu d'Agatha Christie.
Ce téléfilm, qui constitue le 68e épisode de la série, a été diffusé au Royaume-Uni le 30 octobre 2013 sur ITV. En France, la première diffusion a eu lieu le 23 avril 2014 sur TMC.

## Synopsis
Hercule Poirot est appelé d'urgence par son amie l'écrivaine Ariadne Oliver à Nasse House, dans le Devon. Arrivé sur place, elle lui explique être là pour mettre en place une course à l'assassin pour la future kermesse. Mais elle a l'impression d'être manipulée et craint qu'un vrai meurtre n'ait lieu.

## Production

### Développement
En novembre 2011, ITV annonce la mise en production de cinq épisodes pour une dernière saison dont la diffusion est prévue courant 2013. Le téléfilm est le dernier à être tourné de la série. Au début, la production n'avait les moyens de filmer que l'abri à bateaux et la rivière mais décide finalement de trouver les moyens d'utiliser la façade de la maison.

### Fiche technique

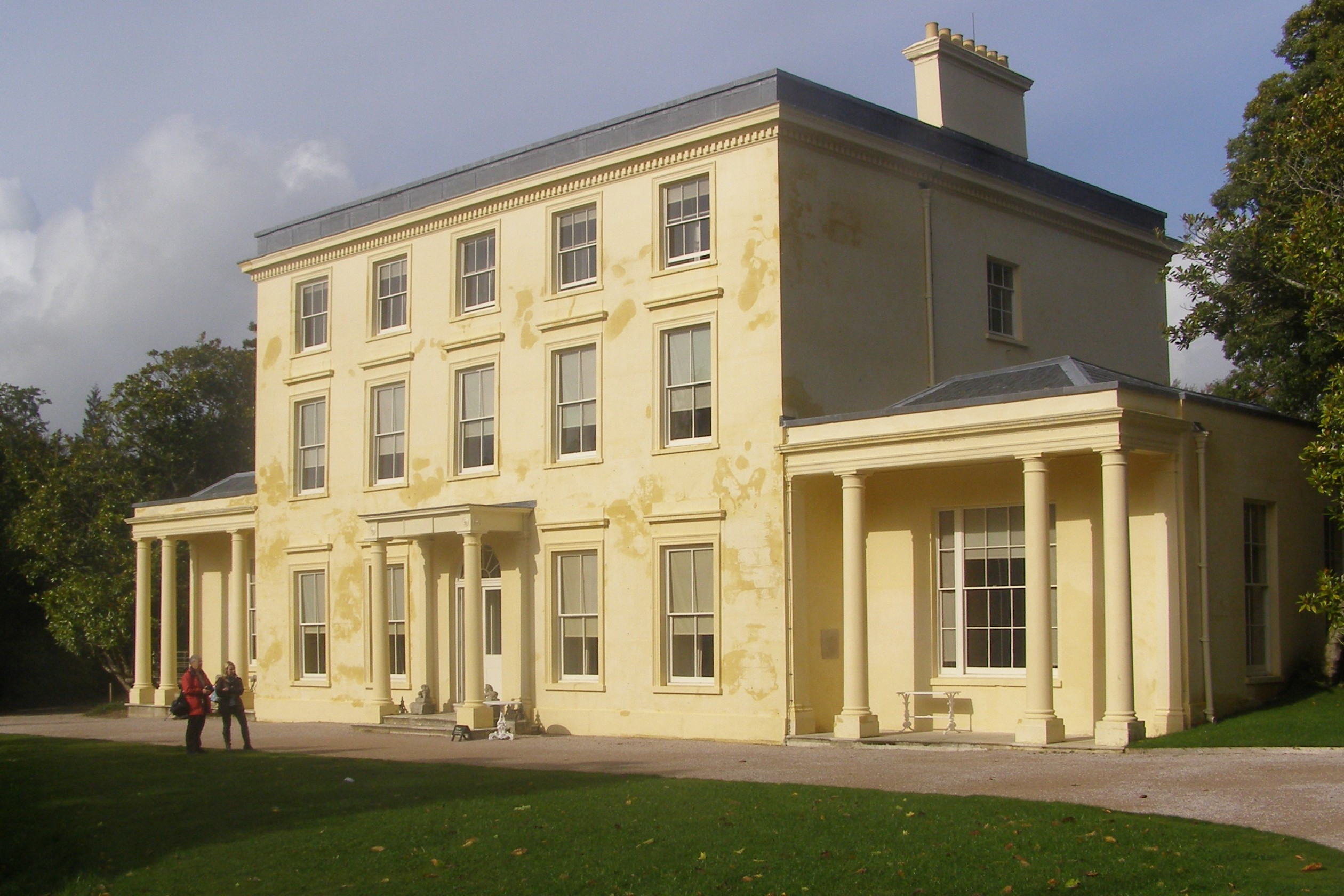
Le Greenway Estate

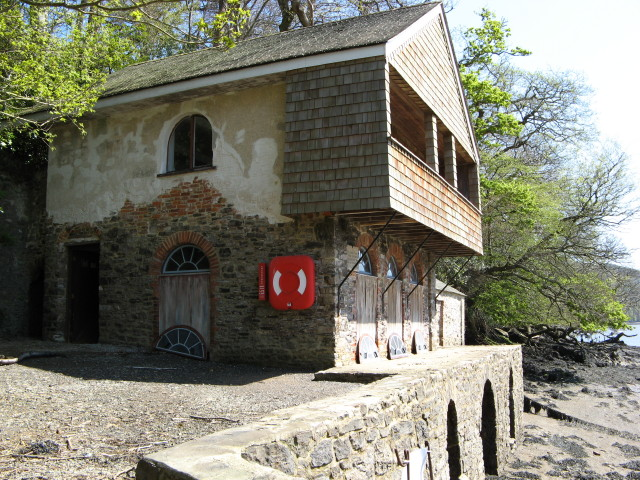
L'abri à bateaux

- Titre français : Poirot joue le jeu
- Titre original : Dead Man's Folly
- Réalisation : Tom Vaughan
- Scénario : Nick Dear, d'après le roman Poirot joue le jeu (1956) d'Agatha Christie
- Décors : Jeff Tessler
- Costumes : Sheena Napier
- Photographie : Zac Nicholson
- Montage : Adam Recht
- Musique originale : Christian Henson
- Casting : Susie Pariss
- Production : David Boulter
  - Production déléguée : Julie Burnell, Rebecca Eaton, Hilary Strong, Mathew Prichard, Michele Buck, Karen Thrussell et Damien Timmer
  - Production associé : David Suchet
- Sociétés de production : ITV Studios, Masterpiece et Agatha Christie Ltd.
- Durée : 90 minutes
- Pays d'origine :  Royaume-Uni
- Langue originale : Anglais
- Genre : Policier
- Ordre dans la série : 68e - (3e épisode de la saison 13)
- Premières diffusions :
  -  Royaume-Uni : 30 octobre 2013 sur ITV
  -  France : 23 avril 2014 sur TMC
  -  États-Unis : 3 août 2014 sur PBS

### Lieux de tournage
- Greenway Estate, Devon en Angleterre, qui est l'ancienne propriété d'Agatha Christie elle-même
- Hughenden Manor (en), High Wycombe, Buckinghamshire en Angleterre, en doublage[3]

## Commentaire
Pour les cinq derniers épisodes de la treizième et dernière saison de la série, la voix française d’Hercule Poirot n'est plus celle de Roger Carel, ce dernier ayant ralenti son activité depuis la fin 2010. Le comédien Philippe Ariotti prête sa voix pour ces ultimes épisodes.

## Accueil
Horatia Harrod, de The Daily Telegraph, attribue au téléfilm une note de 3 étoiles sur cinq, saluant le jeu des acteurs.
En France, le téléfilm est regardé par 1,1 million de téléspectateurs, soit 4,3 % de part d'audience, se plaçant 5e programme de la soirée.